# アブキール湾

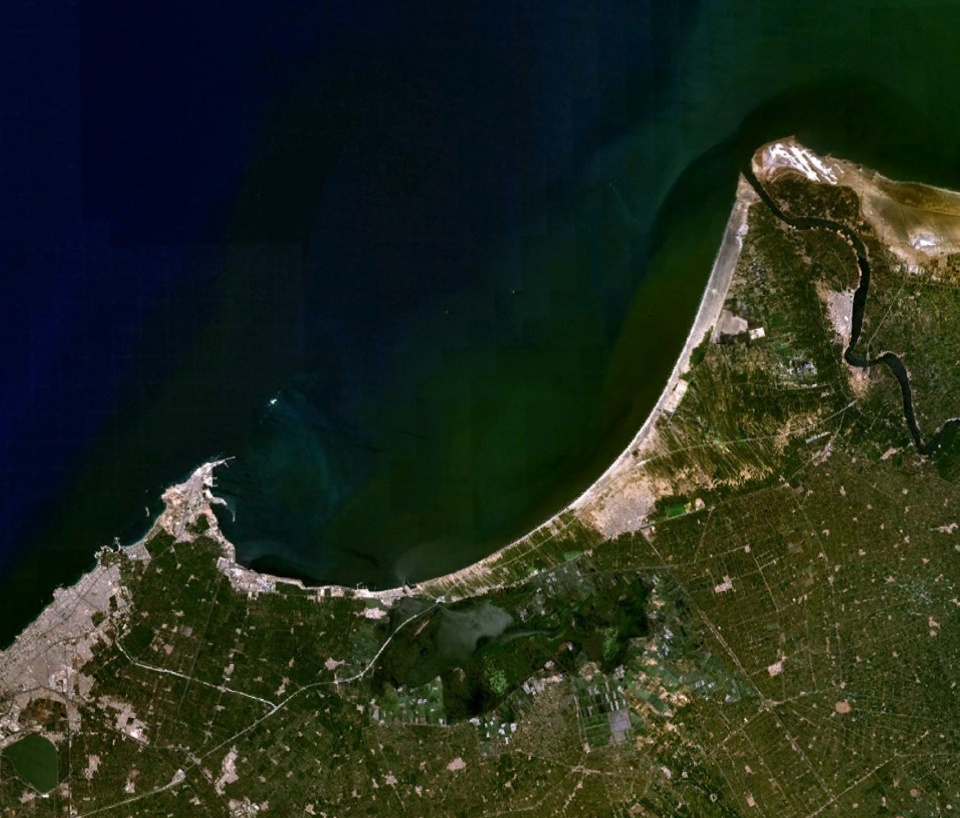
アブキール湾

アブキール湾（アブキールわん、アラビア語: خليج أبو قير; Khalīj Abū Qīr）は、エジプトの地中海側に広く開口した湾。アレクサンドリア近郊のアブキール村とナイル河口のロゼッタとの間に広がっている。1970年代に天然ガス田の存在が発見された。
1798年8月1日、ホレーショ・ネルソンはこの地で「ナイルの海戦」（「アブキール湾の海戦」と呼ばれることもある）を戦った。また1799年にフランス遠征軍とオスマン帝国との間で行われた陸戦も「アブキール湾の戦い」と呼ばれる。